# Bogie

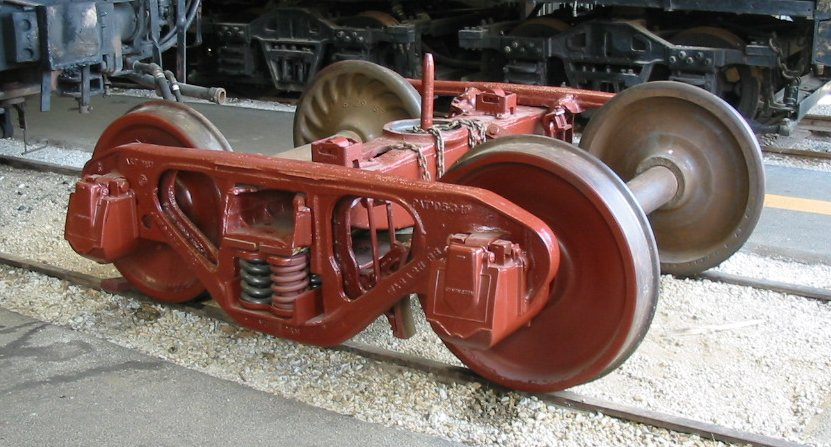
Bogie tipo Bettendorf exhibido en el Illinois Railway Museum

Desplazamientos propios de un bogie.

El bogie, bogíe o boje, o también carretón es un conjunto de dos pares de ruedas (o a veces tres o más, según modelo), montadas sobre sendos ejes próximos, paralelos y solidarios entre sí, que se utilizan en ambos extremos de los vehículos de gran longitud destinados a circular sobre carriles. La carrocería del vehículo se apoya por medio de un eje vertical mediante un pivote en cada uno de los bogies; gracias a los que puede describir curvas muy cerradas.
Se pueden encontrar bogies tractores y bogies portadores o remolcados, estos últimos sin fuerza de tracción. En definitiva, es la estructura rodante sobre la que descansan los vagones, coches de ferrocarril y locomotoras actuales, que no utilizan ejes simples. Un bogie consta de una plataforma y una serie de ejes con las correspondientes ruedas, y está unido al vehículo mediante un pivote vertical que permite que gire hacia ambos lados en las curvas.
Los vagones, los coches y las locomotoras que llevan bogies generalmente disponen de dos unidades, una en cada extremo. Una excepción es la serie 251 de Renfe, que lleva tres bogies.
Los trenes de alta velocidad con coches cortos van provistos de bogies situados en los extremos opuestos de dos coches contiguos, en una disposición denominada bogie compartido.

## Descripción

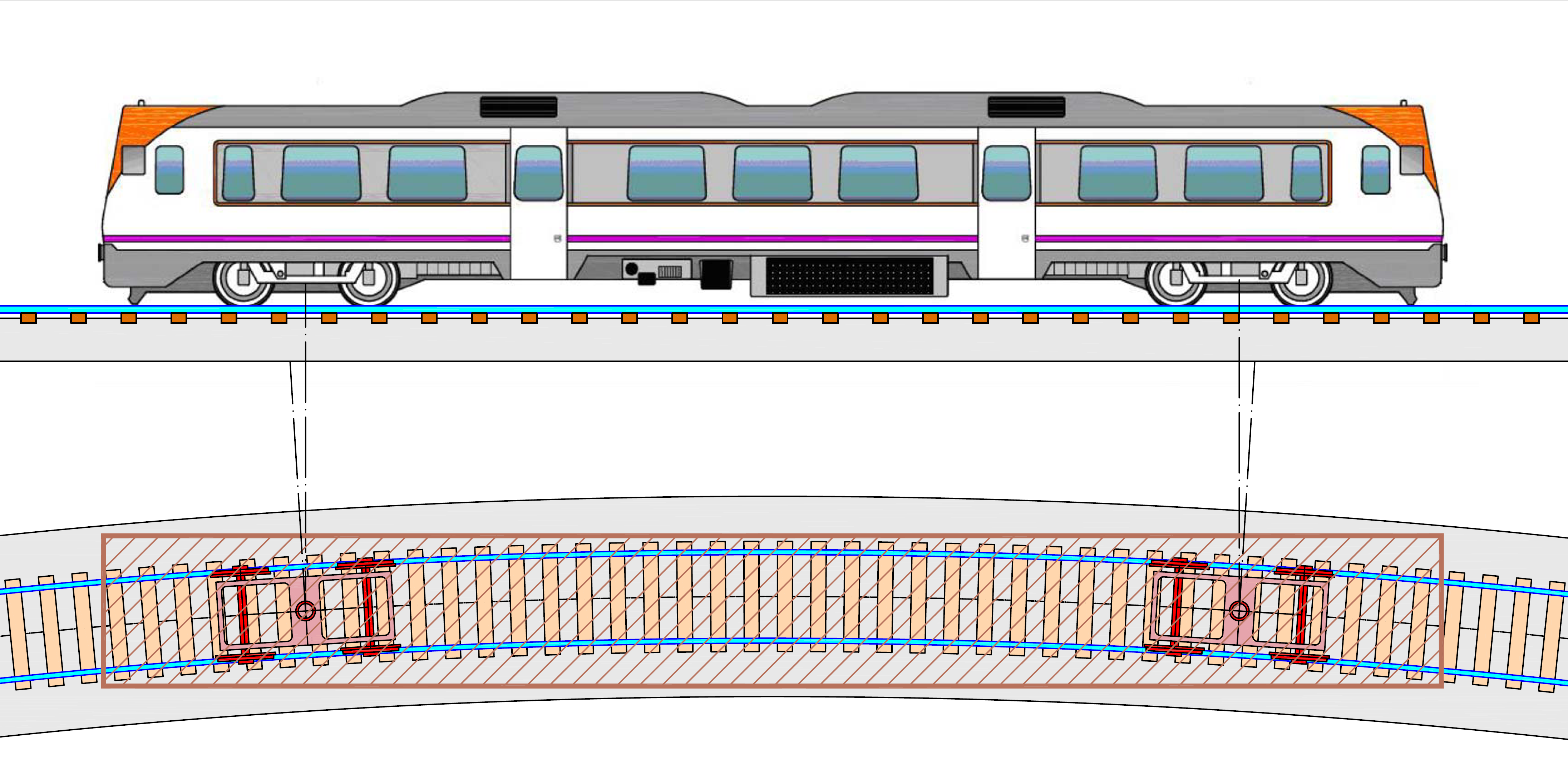
En esta ilustración se representa un vehículo automotor equipado con dos bogies (en rojo y rosa). Los ejes se muestran en color rojo. El uso de bogies permite el tráfico en vías con radios de curvatura relativamente pequeños. En el caso aquí representado, se trata de un vehículo con 18,6 m entre pivotes, y con los dos juegos de ruedas de cada bogie separados 2,5 m entre sí, sobre una curva de 150 m de radio.

La función esencial de los bogies es facilitar la inscripción del material móvil en las curvas. De hecho, los bogies del vehículo pueden pivotar independientemente uno del otro, lo que permite que la vía se disponga con menores radios de curvatura y adoptar mayores distancias entre ejes (ya sean motores o portadores).
La carga del vehículo generalmente descansa en el bogie, apoyada sobre una rótula cilíndrica vertical (situada en el bogie) y un pivote (unido al chasis del vagón) asegurado por un perno. En los vehículos actuales, el bogie puede deslizarse libremente por debajo del cuerpo del vagón, lo que facilita las operaciones de montaje y desmontaje del bogie; en este caso, se habla de un "pivote ficticio" como en los trenes de la SNCF tipo "Corail".
En las locomotoras de vapor, por ejemplo, se introducían bogies (generalmente delanteros, pero también traseros) para distribuir mejor el peso de la locomotora sin multiplicar el número de ejes motores, y por lo tanto, evitando el problema de tener que adoptar una batalla rígida demasiado grande.
Se trata de elementos mecánicos en cuyo diseño se prima la seguridad y la fiabilidad, destinados a soportar cargas y velocidades elevadas. En consecuencia, su construcción es especialmente robusta, y dado su gran tamaño (la distancia entre los dos ejes del carretón suele ser de más de 2 metros) su peso propio puede oscilar entre las 4 y las 6 toneladas.

## Historia

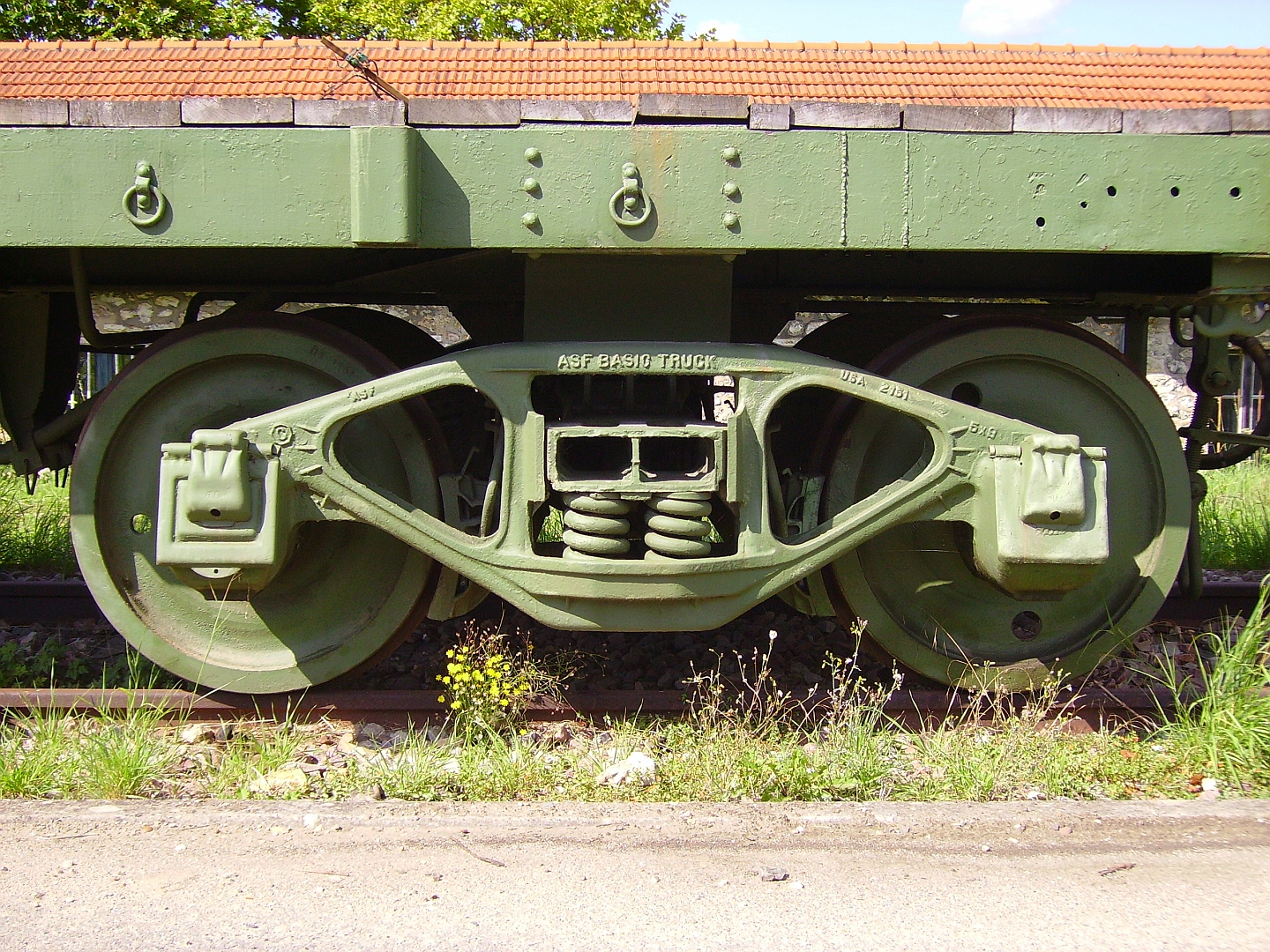
El uso de acero moldeado se generalizaró desde principios de la década de 1920 en los Estados Unidos para la fabricación de bogies de vagones.

La entrada en una curva de radio reducido de locomotoras cada vez más largas se convirtió rápidamente en un problema para los equipos ferroviarios. Había dos tipos de soluciones:
- Utilizar ejes individuales articulados, como los del sistema Arnoux o el tipo Bissel
- Utilizar pequeños carretones de dos ejes cada uno, ubicados en cada extremo del vehículo

De hecho, esta última solución, adoptada de forma habitual en el material móvil estadounidense, es la que acabaría imponiéndose.
El concepto de bogie se introdujo en el campo ferroviario el 30 de diciembre de 1812, según la patente n.° 3632 presentada por los hermanos William Chapman y Edward Walton Chapman. Los bogies se extendieron rápidamente en los Estados Unidos a partir de 1830, porque el material rodante tenía que circular por vías muchas veces en mal estado. En Francia, el bogie apareció por primera vez en 1890, formando parte del material remolcado.
En las locomotoras de vapor, el eje Bissel y luego el bogie aparecieron gradualmente a medida que las locomotoras se volvieron más potentes, y por lo tanto, cada vez más largas y pesadas. Estos ejes no eran tractores, y estaban destinados a distribuir la carga de la locomotora sobre la vía. También se usó el bogie-Bissell, en el que un eje estaba vinculado al primer eje motor. El más conocido de estos sistemas era el del tipo Zara. Otro caso especial fue el uso de un doble eje Bissell en la parte posterior de la máquina, como en las locomotoras Hudson.
La nomenclatura numérica de las locomotoras de vapor es una serie de tres dígitos que indica el número de "ejes portadores delanteros", luego el número de ejes motores, y después el número de "ejes portadores traseros". Por ejemplo, la famosa configuración Pacific 231 incluye los 2 ejes portadores del bogie delantero; 3 ejes motores; y 1 eje Bissel. Para los ejes motores de las locomotoras eléctricas y las locomotoras diésel, se utiliza una nomenclatura equivalente, en la que se emplean letras.
En sus cien primeros años de desarrollo, el diseño de los bogies para el material remolcado dio lugar a cuatro grupos principales:
- (1885-1930) Bogie Wagons-Lits
- (1908-1970) Bogie Pensilvania
- (1950-1966) Bogie Milwaukee
- (1967-1990) Bogie Y28 y sus derivados

Se fueron mejorando gradualmente sus características constructivas y su fiabilidad, reduciendo su peso, introduciendo sistemas de frenado más eficaces y adoptando sistemas de suspensión cada vez más eficientes, lo que permitió incrementar las velocidades de diseño y el confort de los coches de viajeros. En los modelos para velocidades de hasta 200 km/h y superiores, se ha hecho habitual la utilización de dispositivos amortiguadores antilazo, que reducen el desplazamiento oscilatorio sinusoidal transversal de los ejes.
Fue solo a partir de 1950, con el desarrollo de las locomotoras eléctricas y las locomotoras diésel, cuando se generalizaron los bogies motrices. Se hicieron habituales las locomotoras de "tracción total", con alguna excepción como el caso de las del tipo A1A A1A, donde entre cada par de ejes motores se disponía un eje portante para distribuir la carga.

## Estructura
Los bogies consisten en un bastidor al que se unen todas sus otras partes, como juegos de ruedas, suspensión y amortiguadores. En el caso de bogies motrices, los motores y engranajes generalmente también se alojan en el bogie.
| |                                                                                                |
| Partes de un bogie de un coche de pasajeros                                                                                     |                                                                                                |
| - 1 – Soporte de pastillas de freno - 2 – Resorte primario - 3 – Soporte lateral para la caja del coche - 4 – Bandeja giratoria | - 5 – Bastidor - 6 – Rodamiento del eje - 7 – Resorte secundario - 8 – Amortiguador secundario |

### Bastidor
El bastidor del bogie generalmente consta de dos vigas longitudinales situadas sobre los rodamientos de los ejes, y uno o más elementos transversales. Los travesaños situados delante o detrás de los ejes se denominan "soportes de cabecera". Los diseños sin soportes rígidos en cabeza se denominan bastidores en H, y se caracterizan por el hecho de que los extremos de la H que se encuentran sobre los cojinetes de los ejes pueden flexionarse unos respecto a otros. Los marcos sin un elemento transversal entre los ejes a veces se denominan bastidores en O. Hoy en día, el bastidor es principalmente una estructura de acero soldada, con menos frecuencia también contiene piezas de fundición o está fundido como un todo. Antiguamente, también se construyeron mediante chapas remachadas con roblones.
|  |  |  |

|  |  |  |

### Rodamiento del eje

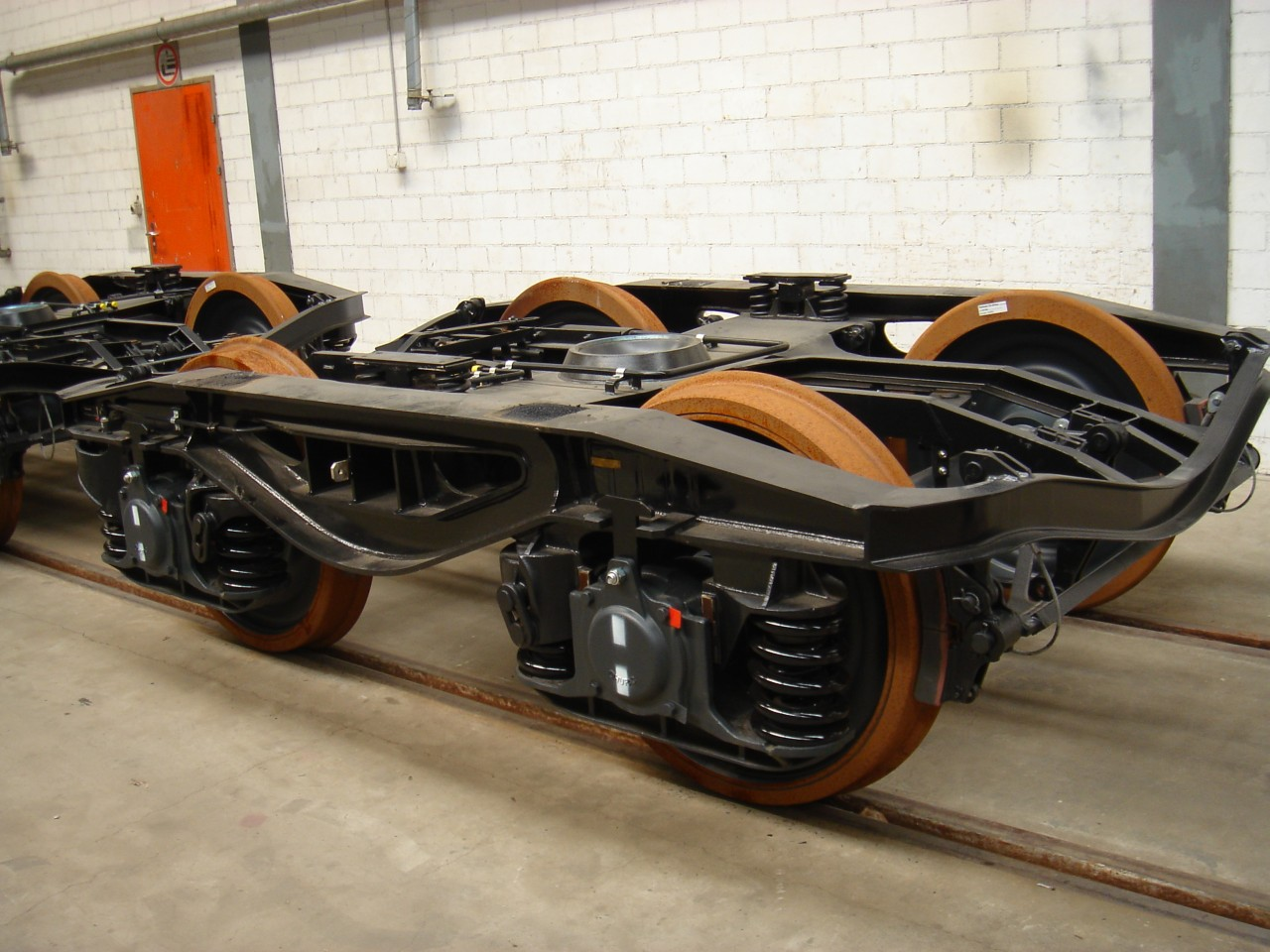
Bogie con bastidor externo.

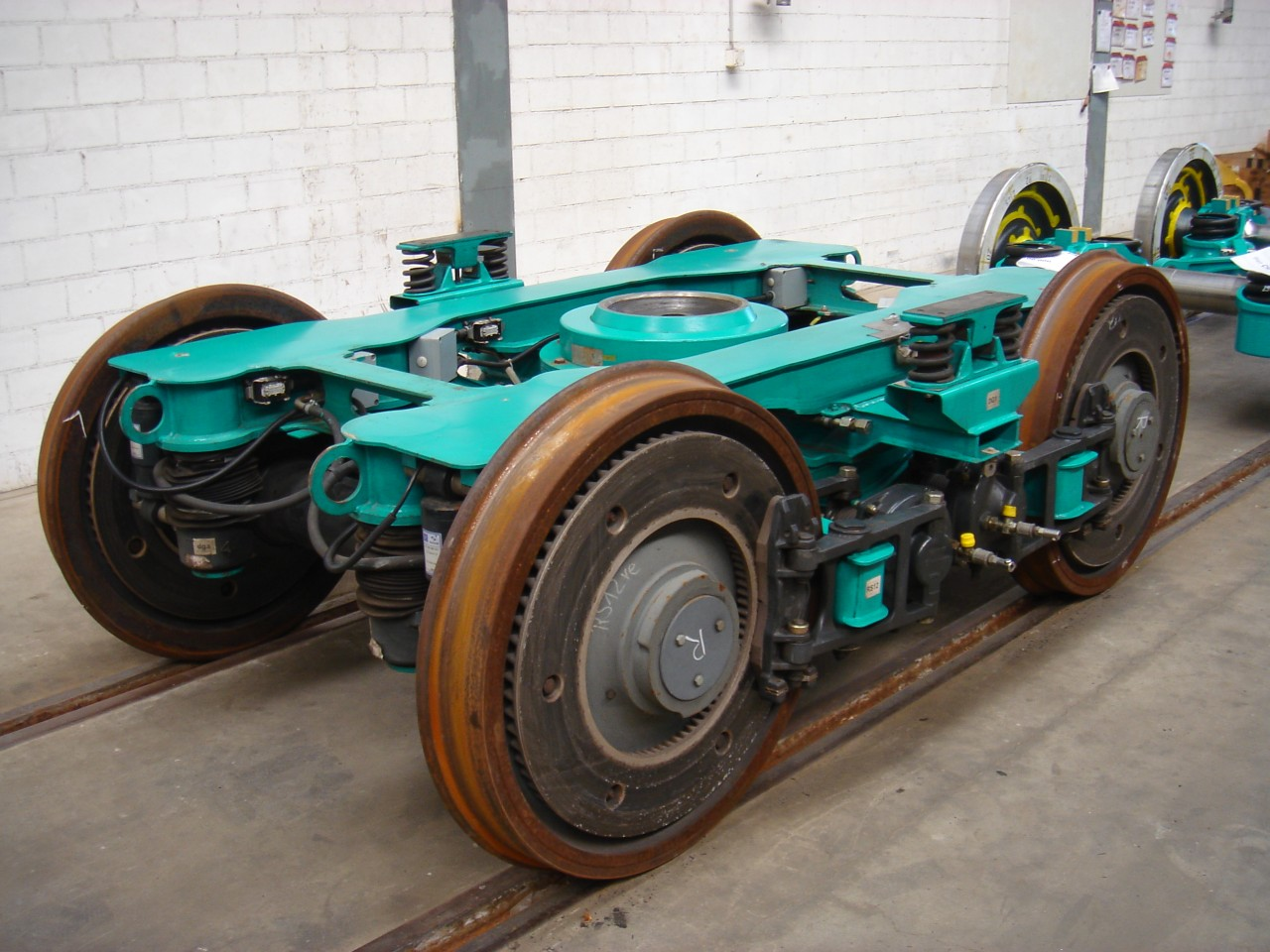
Bogie con bastidor interno.

Los cojinetes del eje se utilizan para soportar el juego de ruedas. Se pueden disponer para ser rígidos o móviles en la dirección longitudinal con respecto al marco del bogie. Los cojinetes móviles permiten un adecuado ajuste radial de los ejes en las curvas.
Generalmente se encuentran en los extremos de cada eje, por fuera de las ruedas, donde son fácilmente accesibles para el mantenimiento, aunque existen diseños (mucho menos frecuentes) en los que se sitúan entre las ruedas (bogie interno). En el caso de bogies montados externamente, los cojinetes del eje generalmente se sostienen mediante soportes a los que se unen los resortes primarios y sus amortiguadores.
La mayoría de los bogies europeos de vagones de carga tienen una distancia entre ejes de alrededor de 1,8 a 2,3 metros. Los vehículos de alta velocidad están diseñados con soportes de distancia entre ejes de hasta 3 metros, para lograr un funcionamiento más suave.

### Suspensión

Movimiento del soporte del eje en la suspensión.

Para un mejor confort de marcha y para poder absorber la torsión de la vía introducida por el peralte, los bogies están provistos de un sistema de suspensión. Así, los dos ejes se apoyan contra el bogie (suspensión primaria) y el bastidor del bogie se apoya contra la carrocería del coche (suspensión secundaria). En el caso de los bogies de vagones de carga, generalmente solo se incluye uno de los niveles de resortes mencionados; pero los bogies de los coches de viajeros y de las locomotoras generalmente poseen los dos niveles de suspensión.

#### Suspensión primaria
Los soportes de los cojinetes del eje están conectados al bastidor del bogie a través de los resortes primarios. En el pasado, se usaban muelles de ballesta, sustituidos en la actualidad por muelles helicoidales o resortes con anillos elastoméricos. Los cojinetes del eje son guiados por barras articuladas al bastidor.
Los resortes helicoidales de la suspensión primaria generalmente están dispuestos verticalmente, excepto en los bogies Wegmann o en los bogies con control del eje.
|  |  |  |

|  |  |  |  |

#### Suspensión secundaria
La suspensión secundaria para los coches de pasajeros generalmente consiste en muelles helicoidales o resortes neumáticos, los bogies de las locomotoras utilizan muelles helicoidales, y los vagones de carga en Europa generalmente no tienen suspensión secundaria.
En el pasado, la suspensión secundaria se realizaba principalmente con ballestas. Las suspensiones secundarias con suspensión Flexicoil o resortes neumáticos también pueden hacerse cargo de la guía lateral del bogie y su rotación con respecto a la caja del vehículo, por lo que la cuna con los controles deslizantes laterales no es necesaria. Si las fuerzas longitudinales son transmitidas por las barras de acoplamiento y las barras de empuje, particularmente en el caso de bogies motrices, el pasador de pivote o el casquillo giratorio también son innecesarios.

### Cuna
En los bogies con suspensión secundaria, la cuna es un travesaño conectado al bastidor del bogie mediante resortes, en el que se sitúa el pivote. A diferencia de los diseños sin cuna, los bogies con cunas pueden alcanzar ángulos de rotación más grandes en comparación con la carrocería del vehículo, lo que es particularmente importante en el caso de curvas con radios reducidos.

### Pivote
El muñón, también llamado plato giratorio, conecta el bogie al cuerpo del vehículo, y generalmente también transfiere las fuerzas longitudinales entre ambos. El bogie se mueve alrededor del eje vertical formado por el pivote. La mayoría de las veces, se apoya en la cuna mediante placas deslizantes laterales, que no absorben fuerzas longitudinales ni transversales. En lugar del pivote, también se pueden usar mecanismos con enlace lemniscático.

### Amortiguador de vibraciones
Los amortiguadores de vibraciones evitan el movimiento excesivo entre el bogie y la carrocería del vehículo. Los resortes de ballesta generalmente no requieren amortiguadores de vibraciones especiales, ya que su movimiento ya está amortiguado por la fricción entre las láminas del resorte.
|  |  |

Por lo general, se necesitan componentes adicionales para la amortiguación de vibraciones de muelles helicoidales o neumáticos. En el caso de los vagones de carga, se utilizan amortiguadores de fricción simples; en los vehículos para velocidades más altas, la suspensión primaria debe diseñarse muy rígida y se debe evitar el giro del bastidor del bogie en relación con la carrocería del vehículo con amortiguadores de guiñada para lograr limitar el movimiento de lazo a la frecuencia más baja posible.

### Soporte antivuelco

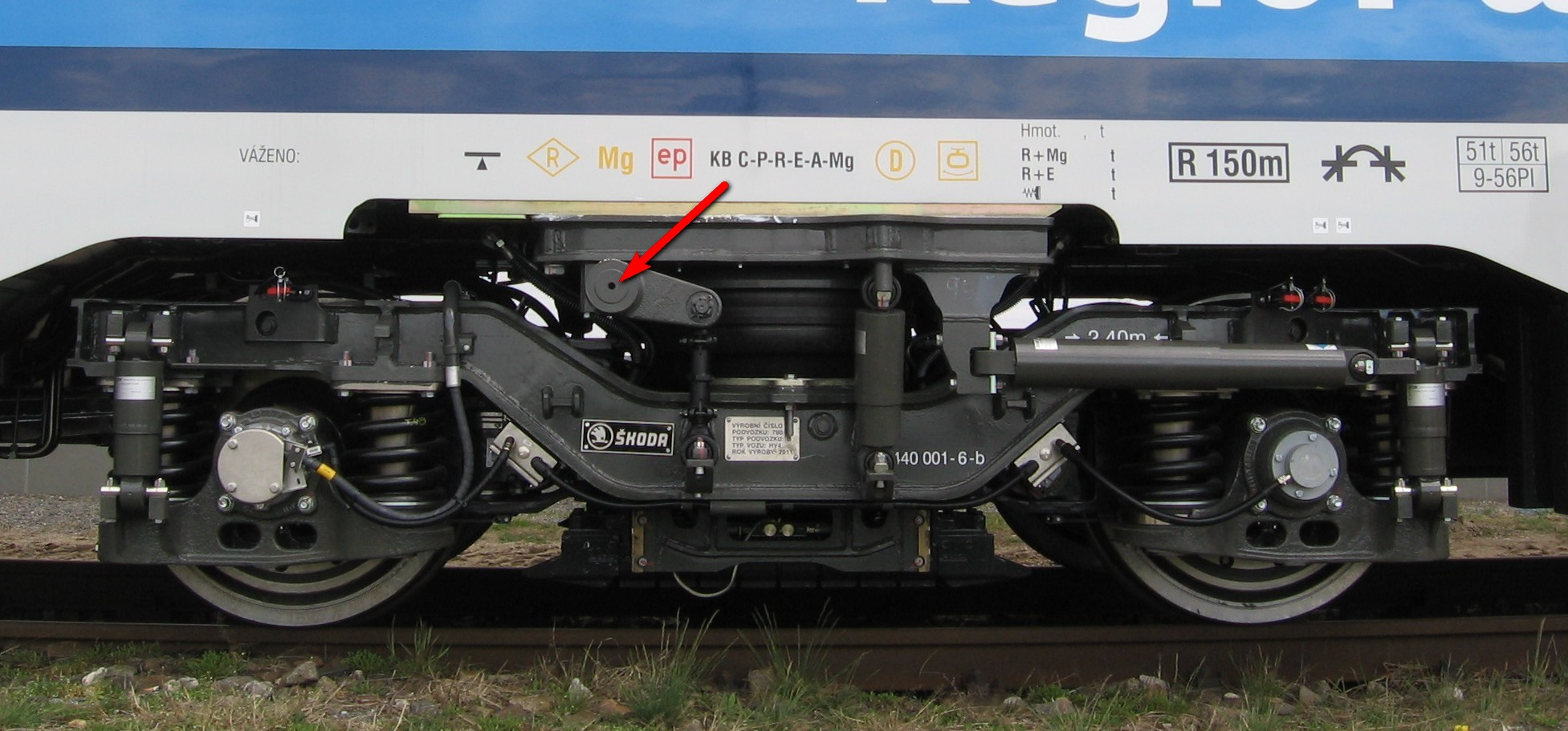
Soporte de rodillos en un vagón. La flecha apunta al centro de la barra de torsión unida a la caja.

En vehículos con un centro de gravedad alto, también se puede instalar un dispositivo antivuelco, que evita que la carrocería del vehículo realice movimientos giratorios excesivos alrededor del eje longitudinal. El soporte antivuelco generalmente consiste en una barra de torsión que está montada en el bogie en la dirección transversal del vehículo y que está conectada al cuerpo del vehículo a través de enlaces en ambos lados. Alternativamente, la barra de torsión también puede montarse en la carrocería del vehículo y conectarse al bogie a través de una barra.

### Equipo de accionamiento

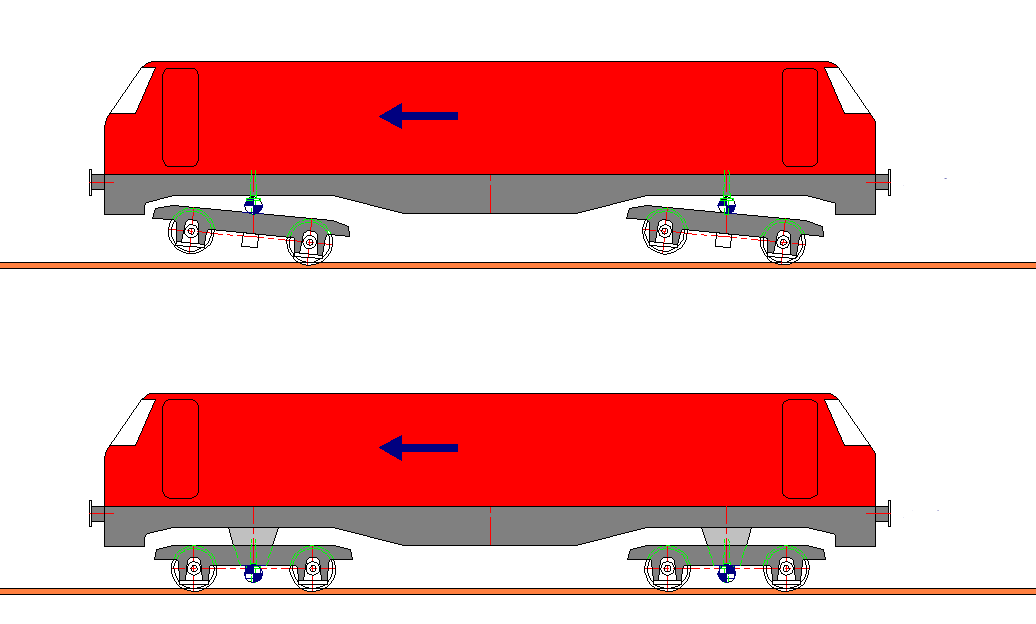
Diferencia entre el punto de aplicación alto y bajo de las fuerzas longitudinales en un bogie motorizado.

Los bogies con ejes motrices se denominan "bogies motorizados". En los vehículos con tracción eléctrica, los motores generalmente también se alojan en el bogie, al igual que las cajas de cambios cuando la potencia se transmite a través de un eje cardán. También existen vehículos con motor de combustión interna alojado en un bogie, que además incluye la unidad de transmisión.
Debido a sus diferentes tareas, los bogies motores están diseñados de manera diferente que los que no poseen tracción. Además de su función de soporte y guía, los bogies con motor también tienen la tarea de transmisión de la potencia de tracción. Esto significa que se debe disponer una serie de anclajes y articulaciones para distribuir las cargas del juego de ruedas de manera uniforme entre los ejes.
|  |  | Accionamiento con motores eléctricos: - Azul, motor de tracción - Rojo, embrague - Rosa, piñón - Amarillo, corona |

El cuadro del bogie también debe estar equipado con barras de torsión, mediante las que las fuerzas de accionamiento se transmitan hacia el bastidor. Por motivos de estandarización, los bogies para vagones a menudo se construyen de la misma manera.

### Control radial de los juegos de ruedas

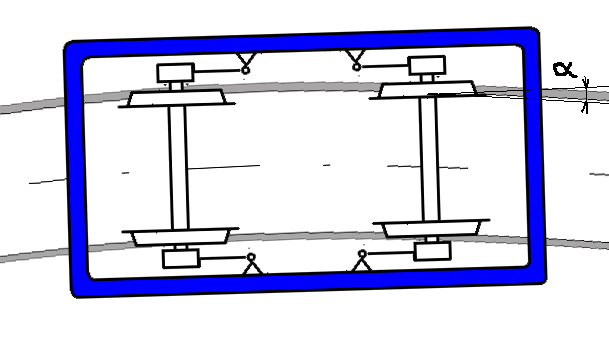
Ejes fijos axialmente.

En la mayoría de los bogies, los rodamientos del juego de ruedas se fijan longitudinalmente al bastidor, de modo que los dos ejes funcionan siempre exactamente paralelos entre sí. En estas condiciones, dependiendo de la distancia entre ejes, los juegos de ruedas de estos bogies todavía pueden inscribirse eficazmente en curvas relativamente cerradas.
En algunos tipos de bogies, los rodamientos del juego de ruedas están sujetados elásticamente en la dirección longitudinal, de modo que los ejes pueden ajustarse radialmente respecto al centro de la curva que se recorre. La conicidad de las ruedas permite un cierto ajuste radial, pero este efecto puede cancelarse cuando se circula lentamente, con alteraciones de la transmisión de tracción u otros efectos perturbadores. Si los cojinetes del eje están conectados diagonalmente entre sí con tirantes, se garantiza que los ejes siempre se colocan en direcciones convergentes. Además, el ajuste radial de los juegos de ruedas también se puede lograr mediante un mecanismo de dirección forzada a través del ángulo de rotación del bastidor del bogie en relación con el cuerpo del vehículo, como por ejemplo en el bogie Liechty. La configuración radial también se puede lograr utilizando actuadores basados en equipos informatizados.
|  |  |  |  |

## Funciones

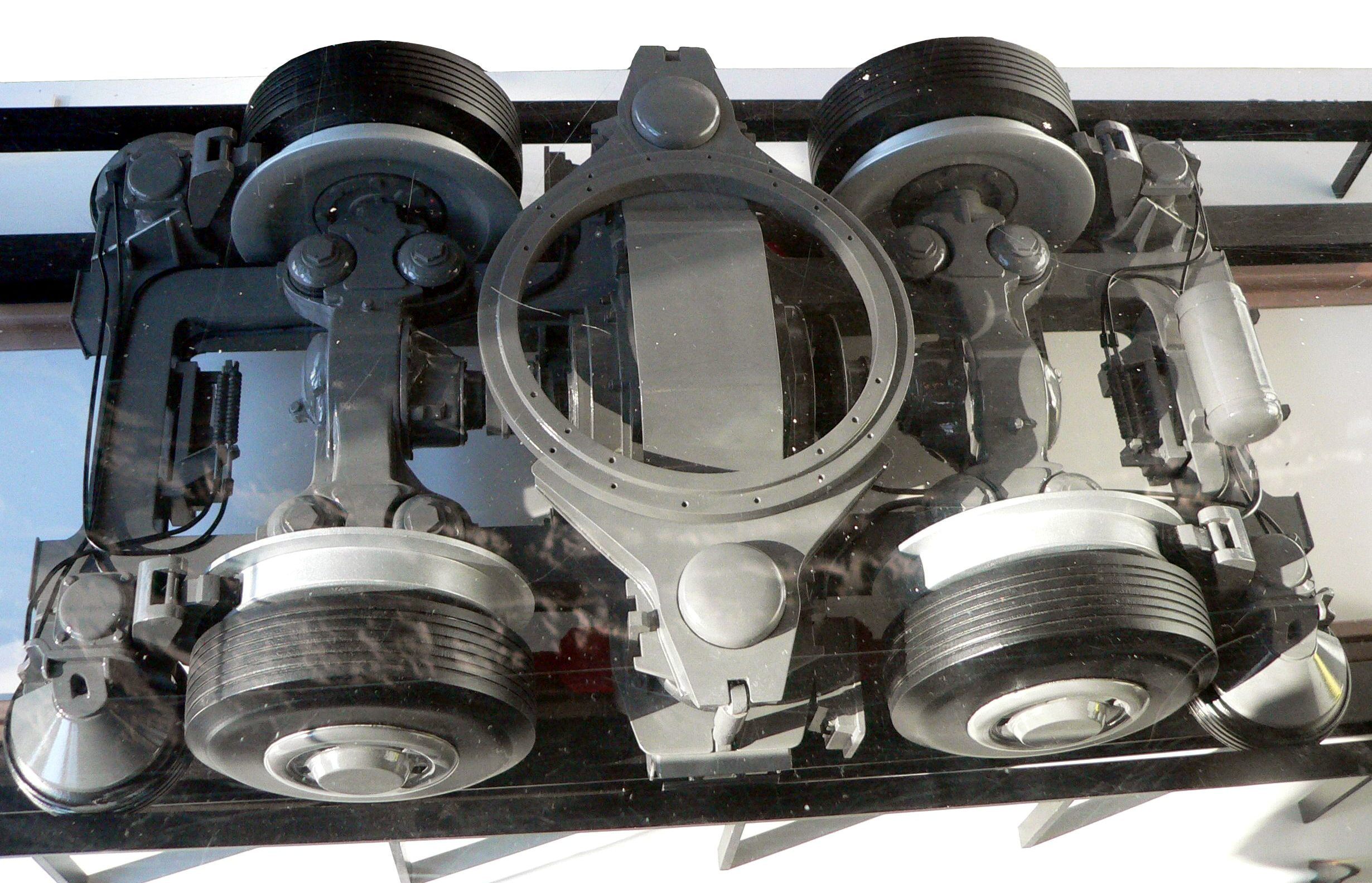
Bogie de metro de neumáticos, con su mesa de suspensión circular, que forma parte del "pivote ficticio" que lo conecta al cuerpo del metro.

Además de su papel de enlace entre los ejes y las cajas de los elementos del material móvil, el bogie cumple misiones de frenado, suspensión de todo el tren y, a veces, de tracción. Por lo tanto, existen dos tipos principales de bogies:
- Los bogies tractores, equipados con un motor en el caso de tracción directa o con engranajes en el caso de tracción indirecta.
- Los bogies portantes o remolcados (sin motor), generalmente dedicados a asegurar la distribución de las cargas, y el guiado y frenado del material móvil.

Cada vehículo (locomotora, coche, o vagón) tiene sus propios bogies (generalmente dos); o bien están ubicados entre cada dos elementos (bogies Jacobs, utilizados en trenes articulados, en particular en el TGV y en los distintos modelos de Talgo).
Cada bogie generalmente tiene al menos dos ejes, excepto en casos especiales como:
- El expreso español "Talgo", cuyos coches se basan en bogies intermedios con un eje por bogie.
- El Turbo Tren UAC, un tren rápido que se puso en servicio en América del Norte en 1968 con bogies compartidos de un solo eje.
- Vagones para transportar cargas pesadas, donde se pueden contar varios ejes por bogie.
- Algunos automotores, como el Automotor Bugatti con cuatro ejes por bogie;[9] y los Michelin, donde el número de ejes es variable.[10]
- Los trenes que cubren los tres trayectos de la región Este de Francia y los dos prototipos de los Ferrocarriles Federales Suizos. En estos dos casos, el aumento de ejes es la consecuencia de reemplazar las ruedas de acero por neumáticos.

Por lo general, el suelo del vehículo se encuentra por encima de los bogies. Sin embargo, esta regla no se aplica a ciertos tipos de equipos ferroviarios, como los trenes de dos pisos o los vagones que se rebajan para admitir cargas voluminosas, en los que el suelo o la superficie de carga se coloca a una cota más baja entre los bogies. También existen tranvías con pisos ultra bajos sin bogies.

## Tipos especiales

### Bogies multieje
La mayoría de los bogies utilizados hoy en día son biaxiales, pero también hay bogies con tres o más ejes.
Los bogies de tres ejes se utilizan principalmente para locomotoras y vagones diseñados para cargas pesadas. En el caso de los coches de pasajeros, se utilizaron principalmente para coches cama, coches restaurante y coches con salas especiales,  con el objeto de no superar la carga por eje permitida en las rutas recorridas. En el caso de los bogies triaxiales, el eje central generalmente se puede desplazar transversalmente para evitar problemas de inscripción.
|  |  |

Para cargas particularmente pesadas, también se han construido bogies con hasta siete juegos de ruedas, vagones con varios ejes totalmente equipados en el que se coloca un puente de carga. Las suspensiones de los juegos de ruedas adyacentes se conectan entre sí con barras de compensación para que se carguen de la manera más uniforme posible.

### Bogies de un eje
En algunos casos, los ejes individuales también se disponen sobre un bastidor que puede rotar en relación con el cuerpo del vehículo. Para evitar configuraciones incorrectas, los bogies de un solo eje se han construido principalmente con un enlace mecánico, que es controlado por la carrocería del vehículo o por un tren de rodaje adyacente. En los  tranvías de tres ejes, un eje central controlaba la deflexión de los dos bogies de un solo eje, orientandolos mecánicamente.

### Bogies con ruedas libres
Los bogies también pueden equiparse con sistemas que permiten que las ruedas de un mismo eje puedan girar independientemente una de la otra. Sin embargo, el comportamiento de marcha de tales bogies de rueda simple es muy diferente al de los bogies de juego de ruedas convencionales. Debido a la falta de conexión entre las dos ruedas de cada eje, no se generan fuerzas de deslizamiento transversales, por lo que no hay movimiento de lazo en línea recta. Sin embargo, también se pierda el efecto de autocentrado en curva. Incluso pequeñas desviaciones de la posición de los ejes significa que una rueda circula permanentemente con la pestaña en contacto con la cabeza del raíl. A menos que se tomen contramedidas complejas, los conjuntos de ruedas libres implican un considerable desgaste lateral de los carriles.

### Bogies Jakob
Los bogies compartidos fueron especialmente desarrollados para lograr trenes más largos y firmemente conectados. Con este sistema, las dos cajas de dos vagones distintos se apoyan juntas en un mismo bogie dispuesto entre ambas. La principal ventaja es reducir la cantidad de bogies, pero a costa de no poder partir los trenes tan fácilmente como con los vagones convencionales, y de aumentar la carga por eje para una longitud de vagón dado. Esto a menudo se ve contrarrestado por el hecho de que se diseñan para coches más cortos que los equipados con bogies convencionales.

### Sistema Cleminson
El sistema Cleminson no es un verdadero bogie, pero tiene un propósito similar. Se basó en una patente de 1883 de James Cleminson, y una vez fue popular en el material rodante de vía estrecha, como por ejemplo en el Ferrocarril de la Isla de Man. El vehículo tendría tres ejes y los dos exteriores podrían pivotar para adaptarse a la curvatura de la vía. El giro se controlaba mediante palancas unidas al tercer eje (central), que podían deslizarse hacia los lados.

### Bogies Maximum

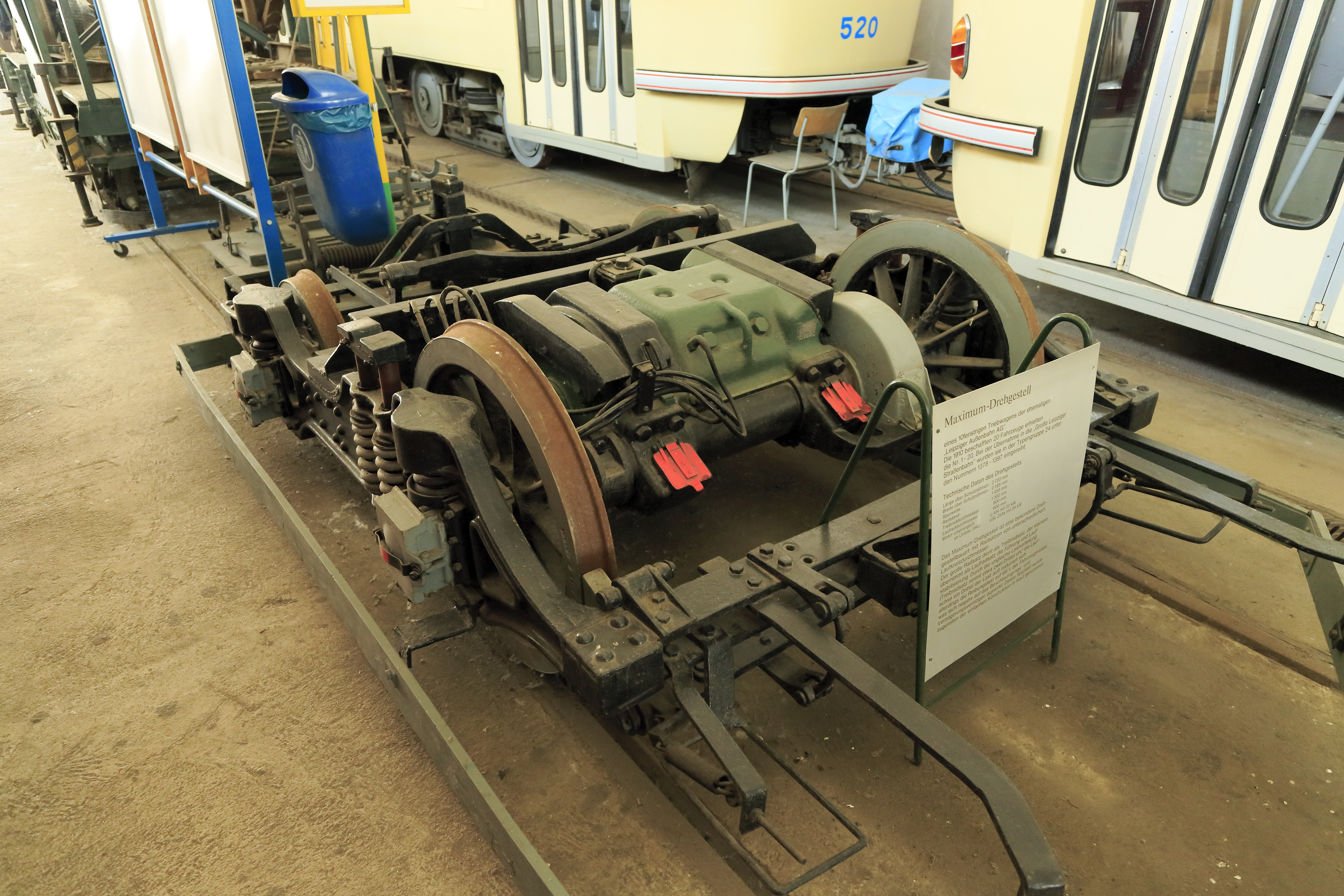
Bogie Maximun de un vagón tipo 24 del Tranvía de Leipzig.

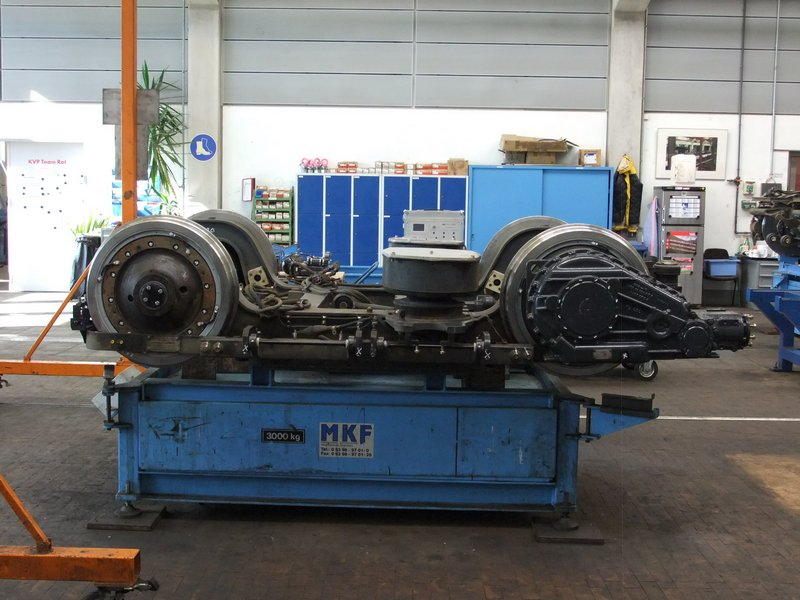
Bogie GT6N/GT8N del Tranvía de Núremberg.

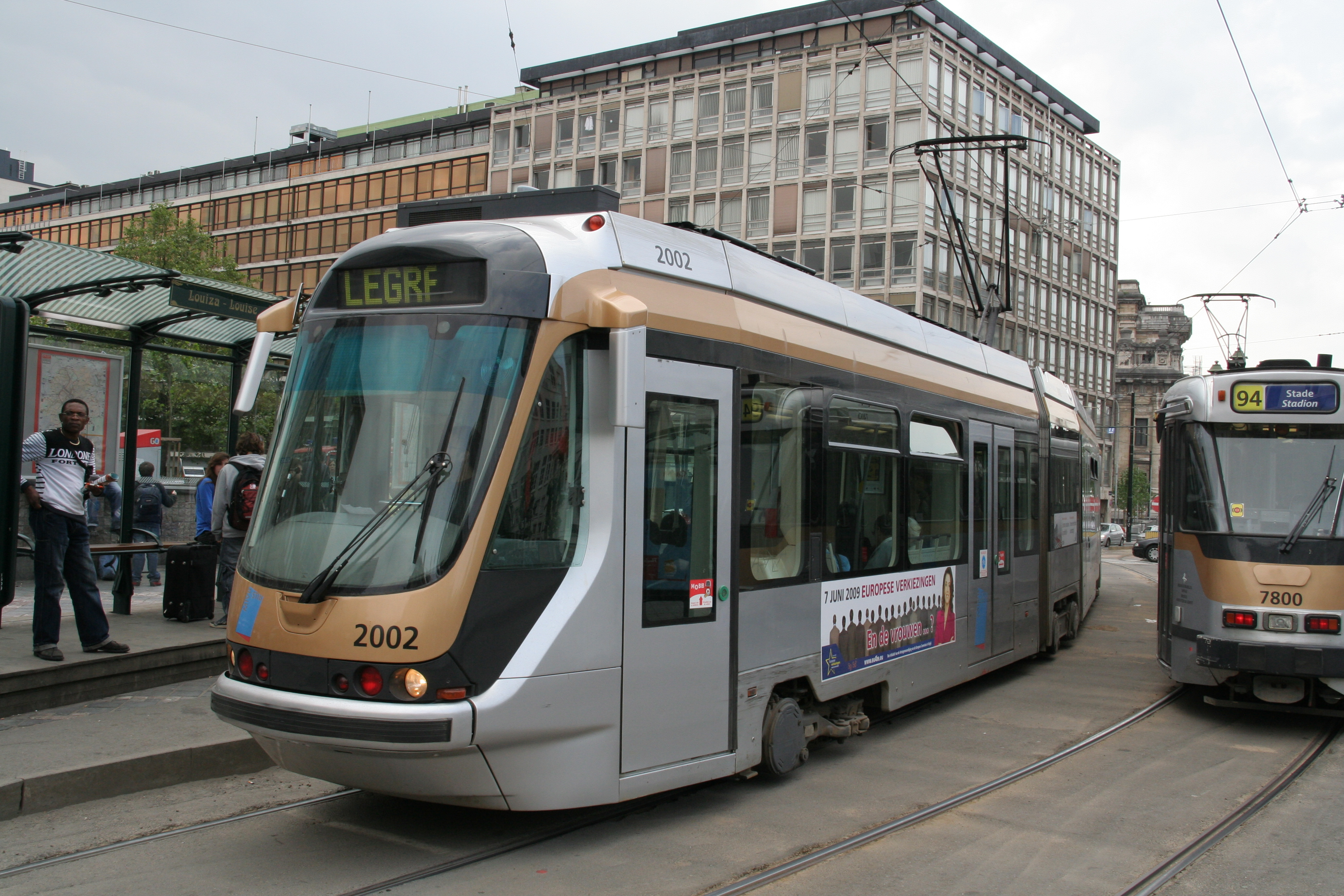
Tranvía 2000 en Bruselas con un bogie asimétrico.

Los bogies Maximum eran habituales alrededor del año 1900 en los tranvías de numerosas ciudades, como Múnich, Núremberg, Augsburgo, Berlín y Viena. El ferrocarril alemán de Filderbahn también los incluyó en sus tranvías para poder utilizar su tecnología de accionamiento. Los orígenes constructivos se remontan a los llamados "Maximumtrucks", desarrollados desde 1891 por la empresa estadounidense J. G. Brill Company.
Los bogies Maximum tienen dos ejes con diferentes diámetros de rueda. La carga principal del vehículo descansa sobre el juego de ruedas motor, el más grande. El juego de ruedas más pequeño se usa principalmente para controlar la orientación del bogie. La mayor carga en el juego de ruedas motrices grandes, efecto debido al motor de tracción y a la posición del pivote, significa que se puede transmitir la fuerza "máxima" a través del eje tractor, y la articulación propia del bogie permite circular por radios muy pequeños (en Múnich, 15 metros). Esto hizo posible equipar un vagón de cuatro ejes con un sistema de control convencional y solo dos motores de tracción, y aun así no perder el 50 por ciento de la masa de fricción para el accionamiento. El bogie GBS Maximum 30 se podía disponer con los dos ejes motores más próximos entre sí, más alejados o con la misma secuencia de ejes, aunque la solución habitual era la primera. El primer vagón de ferrocarril con bogies Maximum en Alemania fue el coche No. 2080 del Gran Tranvía de Berlín, en 1901.
Debido a su diseño, el punto de pivotado del bogie se situaba sobre el eje motor, lo que se traduce en una marcha menos confortable que la de un bogie convencional, ya que no se reduce a la mitad el efecto de las irregularidades verticales de la vía. Además, tendían a descarrilar debido a su baja carga en el eje de guiado con la vía en mal estado. Debido al mayor desarrollo de la tecnología de control y a la posibilidad de usar cuatro motores de tracción en un mismo vehículo con un esfuerzo comparable, los bogies Maximum dejaron de tener sentido después de la Primera Guerra Mundial, pero permanecieron en uso hasta bien entrada la segunda mitad del siglo XX.
Una construcción comparable se utilizó nuevamente en la década de 1990 para los vagones de suelo bajo GTxN/M/S de AEG y Adtranz. Aquí, también se dispuso un eje motriz y otro de guiado en el bogie. Al igual que con el bogie Maximum, el punto de soporte de la carrocería del vehículo se desplazó hacia el par de ruedas motrices, que se cargaban con alrededor de dos tercios de la masa del vehículo.
El Tranvía de Bruselas también utiliza bogies asimétricos en la serie Tram2000, cuyas ruedas motrices y de conducción tienen diferentes diámetros de rueda.